# Fluorid antimoničný
Fluorid antimoničný je sloučeninou antimonu a fluoru, jeho chemický vzorec je SbF5. Za normálních podmínek to je bezbarvá kapalina. Má velmi silné korozivní účinky a je toxický. S vodou reaguje za vzniku plynného fluorovodíku.
Fluorid antimoničný je součástí kyseliny fluoroantimoničné, která je nejsilnější známou kyselinou o 100% koncentraci.

## Příprava
Fluorid antimoničný lze připravit reakcí chloridu antimoničného s bezvodým fluorovodíkem:
SbCl5 + 5 HF → SbF5 + 5 HCl
Další možnou přípravou je reakce fluoridu antimonitého s fluorem.
SbF3 + F2 → SbF5

## Struktura
V plynném stavu je fluorid antimoničný monomerní, molekula má tvar trigonální bipyramidy, grupa symetrie D3h. V pevném stavu vytváří cyklické tetramerní molekuly {SbF5}4, tvořené oktaedry SbF6 propojenými vrcholy.